# 최재연
최재연(崔在延, 1974년 7월 29일, 서울특별시 ~ )은 대한민국의 제8대 경기도의원이었다.

## 학력
- 1987.03 ~ 1990.02 예일여자중학교 졸업
- 1990.03 ~ 1993.02 동명여자고등학교 졸업
- 1993.03 ~ 1997.02 서울대학교 산업디자인과 학사 졸업

### 비학위 수료
- 1997.03 ~ 2000.02 서울대학교 대학원 건축학과 공학 석사 졸업

## 경력
- 2000 문화연대 공간환경위원회
- 2008 아틀리에 로랑 살로몽
- 건축사무소 Atelier17 근무
- 건축사무소 기용건축 근무 (MBC 느낌표 기적의 도서관 설계)
- 한국예술종합학교 도시건축연구소 근무
- Paris 소재 Atelier L.Salomon근무
- 2000 민주노동당 창당발기인
- 2008 진보신당 창당발기인
- 문화연대 공간환경위원회 활동
- 권영길 대통령 후보 중앙선거본부 홍보위원
- 도시계획및주택포럼 부회장
- 2010.07 ~ 2014.06 제8대 경기도의회 의원
- 2010.07 ~ 2012.07 제8대 경기도의회 전반기 도시환경위원회 위원
- 2010.07 ~ 2012.07 제8대 경기도의회 전반기 예산결산특별위원회 위원
- 2011.03 ~ 2011.07 제8대 경기도의회 4대강 사업검증특별위원회 위원
- 2012.07 ~ 2014.06 제8대 경기도의회 후반기 도시환경위원회 위원
- 2012.10 ~ 2013.12 제8대 경기도의회 경기도 경제민주화특별위원회 위원
- 경기도의회 도시계획 및 주택 포럼 부회장
- 2013.07 ~ 노동당

## 서적
- 건축2002년 제주기적의도서관
- 건축2002년 서귀포기적의도서관
- 건축2002년 순천기적의도서관
- 건축2002년 진해 기적의도서관

## 수상
- 경기도의회 도시환경위원회 전반기 최우수의원
- 경기도의회 도시환경위원회 후반기 최우수의원
- 2010 경기시민사회단체 선정 행정사무감사 우수 도의원
- 2010 경기도청공무원노조 선정 의정활동 우수 도의원
- 2011 경기언론인연합회 선정 의정대상
- 경기도 뉴타운재개발 반대연합 감사패 수상

## 역대 선거 결과
|  | 53.72% |

|  | 12.57% |

## 참고 자료
- 공식 블로그
- 최재연 - 페이스북